# Dème de Patras
Le dème de Patras (grec moderne : Δήμος Πατρέων, Dhímos Patréon), ou plutôt dème des Patriniens, est un dème (municipalité) de la périphérie de Grèce-Occidentale, dans le district régional d'Achaïe, en Grèce. 
Il a été créé en 2010 dans le cadre du programme Kallikratis par la fusion de cinq anciens dèmes, devenus des districts municipaux.
Son siège est la localité de Patras.

### District municipal de Patras

District municipal de Patras

## Subdivisions

### District municipal de Mésatis

District municipal de Mésatis

Il comprend 2 communautés municipales et 5 communautés locales. Il comptait 13852 habitants en 2011. Il tient son nom de la cité antique de Mésatis, dont le site n'a pas été identifié.

### District municipal de Vrachnéika

District municipal de Vrachnéika

### District municipal de Paralia

District municipal de Paralia

### District municipal de Rion

District municipal de Rion

Il comprend 2 communautés municipales (dont Ríon) et 10 communautés locales. Il comptait 14034 habitants en 2011.